# Khalifa Natour
 Khalifa Natour (en arabe,  خليفة ناطور, en hébreu,  ח'ליפה נאטור), est un acteur arabe israélien de cinéma, de théâtre et de télévision, né en 1964 ou 1965 à Qalansawe (Kalansua) dans la région du Triangle. Diplômé de l’école Beit Zvi des arts du spectacle, il a joué dans de nombreuses pièces de théâtre en Israël, en Cisjordanie et à l'étranger. Il a un rôle important dans Le Fils de l'autre de Lorraine Lévy.
Au théâtre, il a joué entre autres aux côtes de Makram Khoury dans la pièce 11 and 12 de Peter Brook inspirée de la vie du mystique Tierno Bokar.

## Filmographie
- 1995 : Le Conte des trois diamants de Michel Khleifi : Officier no 1
- 2002 : Le Mariage de Rana, un jour ordinaire à Jérusalem de Hany Abu-Assad : Khalil, le bien-aimé de Rana
- 2007 : La Visite de la fanfare d'Eran Kolirin : Simon, le clarinettiste
- 2008 : Kavanot Tovot (hébreu כוונות טובות, Bonnes intentions, série TV) : Akram
- 2011 : Le Cochon de Gaza de Sylvain Estibal : Hussein
- 2012 : Héritage (Inheritance) de Hiam Abbass : Majd
- 2012 : Le Fils de l'autre de Lorraine Lévy : Saïd Al Bezaaz
- 2014 : Mon fils (Aravim roqdim, Dancing Arabs) d'Eran Riklis, scénario de Sayed Kashua : Ami de Salah au café
- 2014 : Shkufim : Walid
- 2015 : Tikkun d'Avishai Sivan : le père de Haim-Aron

## Théâtre (partiel)
- 2002 : Les Paravents de Jean Genet, mise en scène d’Ofira Henig, Habima, Tel Aviv : Saïd
- 2005 : Jidariyya (Murale) de Mahmoud Darwich, mise en scène d’Amir Nizar Zuabi, Théâtre El-Hakawati (Théâtre national palestinien) à Jérusalem
- 2005 :  Salomé d’Oscar Wilde, mise en scène d’Ofira Henig : Hérode Antipas
- 2007 : Hébron de Tamir Grinberg, mise en scène d’Oded Kotler, coproduction Habima-Cameri Theatre, Tel Aviv
- 2008 : In Spitting Distance de Taher Najib, mise en scène d’Ofira Henig, monologue en arabe, Opéra de Sydney, Australie
- 2009 : 11 and 12 de Peter Brook d'après Vie et enseignement de Tierno Bokar-Le Sage de Bandiagara d'Amadou Hampaté Bâ, Théâtre des Bouffes du Nord, Paris : Chérif Hamallah
- 2009 : Fragments de Peter Brook d'après Samuel Beckett, Théâtre des Bouffes du Nord, Paris[2]
- 2012 : Difficult People de Yosef Bar-Yosef, mise en scène de Moshe Naor, Haifa Theatre : Eliezer "Lezer" Weingarten
- 2012 : Ulysses on Bottles de Gilad Evron, mise en scène d’Ofira Henig, Haifa Theatre : Ulysses